# Beaucourt-sur-l’Ancre
Beaucourt-sur-l’Ancre település Franciaországban, Somme megyében. Lakosainak száma 89 fő (2022. január 1.). Beaucourt-sur-l’Ancre Puisieux, Beaumont-Hamel, Grandcourt és Thiepval községekkel határos.

## Népesség
A település népességének változása:
| Lakosok száma | 98   | 97   | 101  | 95   | 92   | 89   | 88   | 88   | 89   |
|               | 2013 | 2015 | 2016 | 2017 | 2018 | 2019 | 2020 | 2021 | 2022 |